# Prästasjön, Halland
Prästasjön är en sjö i Hylte kommun i Halland och ingår i Nissans huvudavrinningsområde. Sjön har en area på 0,103 kvadratkilometer och ligger 79 meter över havet.

## Delavrinningsområde
Prästasjön ingår i det delavrinningsområde (632039-133481) som SMHI kallar för Mynnar i Nissans vattendragsyta. Medelhöjden är 109 meter över havet och ytan är 23,67 kvadratkilometer. Räknas de 44 avrinningsområdena uppströms in blir den ackumulerade arean 512,13 kvadratkilometer. Kilan (Västerån) som avvattnar avrinningsområdet har biflödesordning 2, vilket innebär att vattnet flödar genom totalt 2 vattendrag innan det når havet efter 44 kilometer. Avrinningsområdet består mestadels av skog (68 %) och jordbruk (11 %). Avrinningsområdet har 0,17 kvadratkilometer vattenytor vilket ger det en sjöprocent på 0,7 %. Bebyggelsen i området täcker en yta av 0,61 kvadratkilometer eller 3 % av avrinningsområdet.